# Подмена тезиса

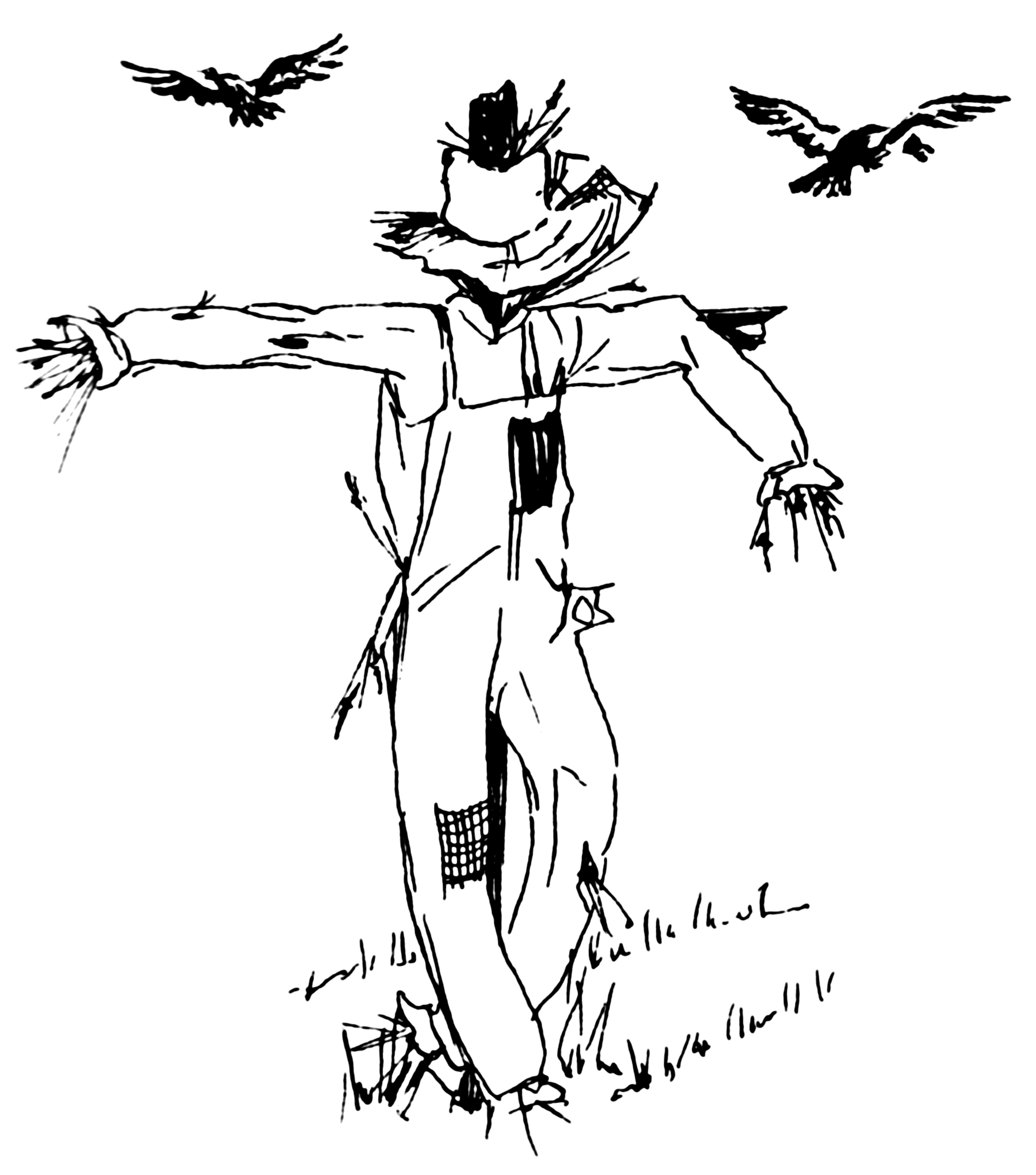
Пугало

Подме́на те́зиса (лат. ignoratio elenchi) — логическая ошибка и один из демагогических приёмов, основанных на опровержении фиктивной точки зрения с целью обоснования другого утверждения.
Позволяет одному из участников спора искажать какой-либо аргумент своего оппонента, подменяя его похожим, но более слабым или абсурдным. Спорщик затем опровергает этот искажённый аргумент, создавая при этом видимость того, что был опровергнут первоначальный аргумент, а не созданный им самим.
Подмена тезиса может производиться умышленно или случайно. Убедительность приёма выше для тех, кто не знает первоначального аргумента.

## История
Распространённое название этого приёма — «соломенное чучело» (от англ. strawman fallacy). Название уловки сравнивает искажённый аргумент с соломенным пугалом, которое легко свалить и разрушить, в то время как противник, которого это чучело изображает, остаётся нетронутым.
Один из ранних примеров — диалог Лукиана Самосатского «Гермотим, или о выборе философии»:

Пусть же и Гермотим не заключает по призрачным сражениям, которые дают нам заочно его учителя, как будто они сильнее и как будто опрокинуть такие учения, как наши, не представляет труда! Ведь, право, это значило бы уподобиться детям, которые возводят свои домики и тотчас же сами их с лёгкостью разрушают; или походит на стрелков, упражняющихся в стрельбе, посадив на шест связанное из соломы чучело; они отходят на несколько шагов, прицеливаются, спускают тетиву и, если попадут, пронзивши чучело, тотчас поднимают крик, как будто совершили нечто великое оттого, что стрела прошла сквозь пучок соломы.
В эссе Карела Чапека «Двенадцать приёмов литературной полемики, или пособие по газетным дискуссиям» описывается приём полемической борьбы с приписыванием тезисов:

Imago (здесь: подмена — лат.) — шестой приём. Заключается в том, что читателю подсовывается некое невообразимое чучело, не имеющее ничего общего с действительным противником, после чего этот вымышленный противник изничтожается. Например, опровергаются мысли, которые противнику никогда и не приходили в голову и которых он, естественно, никогда не высказывал; ему показывают, что он болван и глубоко заблуждается, приводя в примеры действительно глупые и ошибочные тезисы, которые, однако, не принадлежат ему.

## Примеры
А: «Солнечные дни — это хорошо».
Б: «Если бы все дни были солнечными, то никогда бы не было дождя, а без дождя наступили бы засуха и голодная смерть».
В данном случае Б подменяет утверждение А на то, что якобы только солнечные дни — это хорошо, и опровергает его. А на самом деле говорит, что солнечные дни — это хорошо, не упоминая ничего о дождливых днях.
В: «Каждый день после школы детям надо давать мороженое».
Г: «Это пагубно скажется на их здоровье».
В: «Ты хочешь, чтобы наши дети голодали?»
В говорит, что детям надо давать мороженое после школы ежедневно. Г отвечает на это утверждение, предполагая, что мороженое будет введено в ежедневный рацион, и заявляет, что это вредно для здоровья. В отвечает, предполагая (совершенно неразумно), что если детям не давать мороженого, то они будут голодать. Спорщик В это делает затем, чтобы Г было труднее аргументировать противоположное утверждение («дети должны голодать») вместо утверждения, противоположного утверждению «дети должны быть нездоровы».

Также примером может быть «Ни один истинный шотландец …».